# Bacquepuis
Bacquepuis – miejscowość i gmina we Francji, w regionie Normandia, w departamencie Eure.
Według danych na rok 1990 gminę zamieszkiwało 291 osób, a gęstość zaludnienia wynosiła 57 osób/km² (wśród 1421 gmin Górnej Normandii Bacquepuis plasuje się na 620. miejscu pod względem liczby ludności, natomiast pod względem powierzchni na miejscu 681.).